# Độ sâu trường ảnh

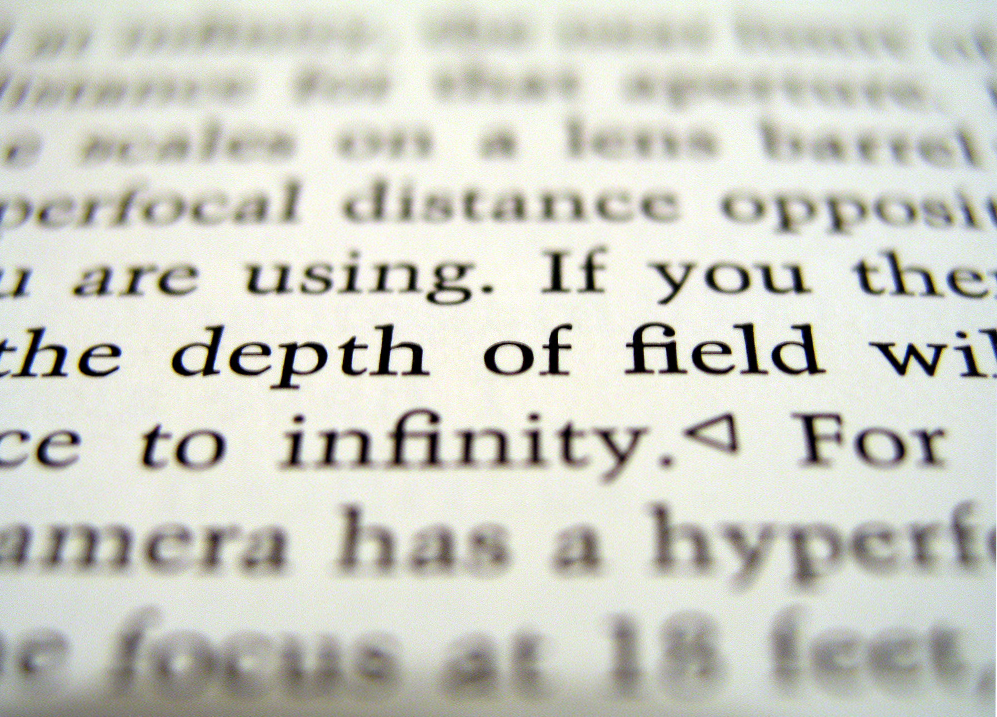
macro photograph với độ sâu nông của trường ảnh.

Độ sâu trường ảnh (hay DOF, Depth of field, đọc là "đóp" hay "đốp") - là thuật ngữ chỉ vùng khoảng cách trong không gian mà mọi vật thể thuộc vùng đó đều hiện ra rõ nét trên ảnh.

## Độ sâu trường ảnh và Độ sâu tiêu cự
Trong nhiếp ảnh, người ta còn hay sử dụng 1 thuật ngữ khác là Độ sâu tiêu cự (hay Depth of focus hoặc Focus spread). Độ sâu tiêu cự là một khái niệm có liên quan đến kích thước các chấm mờ.

## Tính chất của DOF

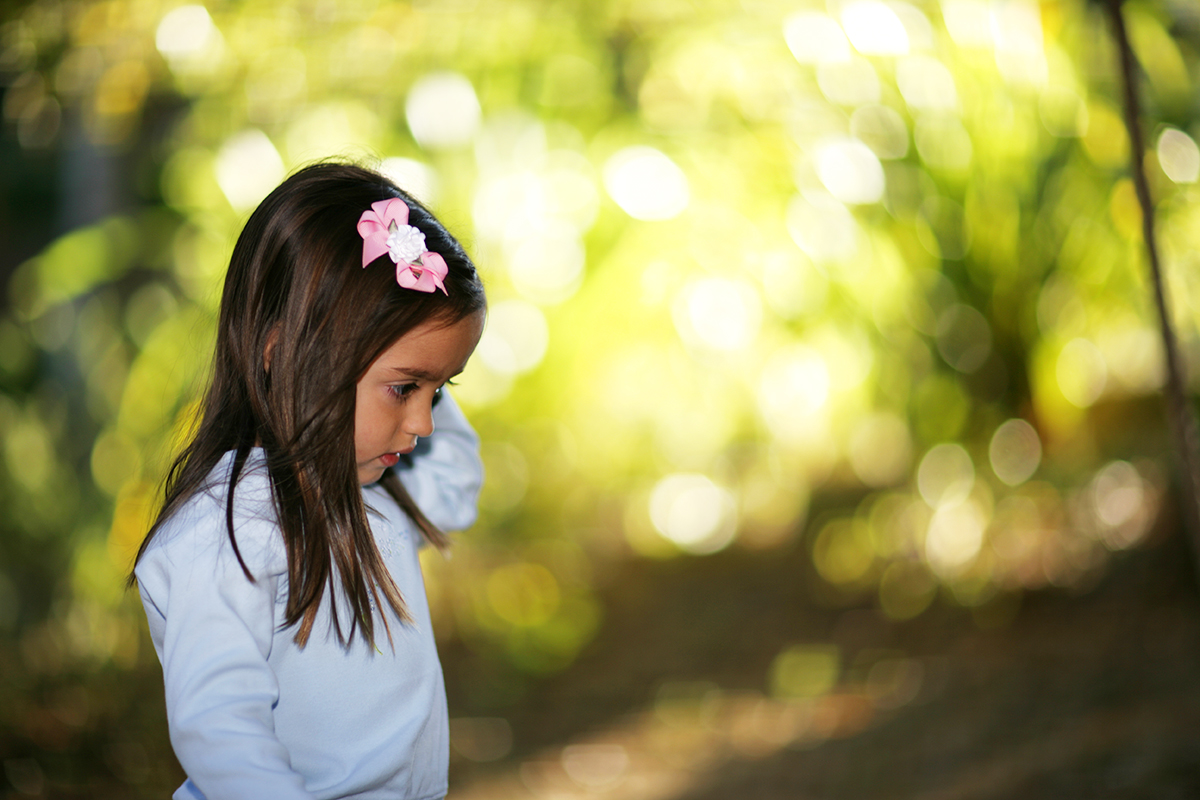
Josefina với Bokeh.

Theo Cambridgeincolour, DOF phụ thuộc nhiều vào loại máy ảnh (kích cỡ phim hay cảm quang) và cách thiết lập ống kính (khẩu độ, khoảng lấy nét). Khoảng lấy nét ở đây chính là khoảng cách từ mặt phẳng chứa điểm cần lấy nét tới ống kính.

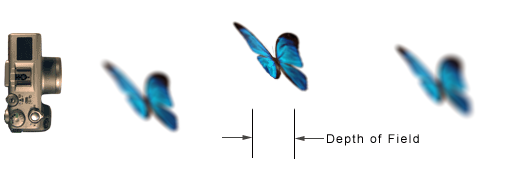
Biểu đồ Độ sâu của trường ảnh.

## Kiểm soát Độ sâu trường ảnh
Độ mở và khoảng lấy nét là hai yếu tố quyết định độ mờ của hậu cảnh.
1. Ảnh hưởng của khẩu độ đối với DOF
2. Ảnh hưởng của khoảng cách từ ống kính đến chủ đề đối với DOF
3. Ảnh hưởng của tiêu cự ống kính đối với DOF
4. Nút DOF Preview

## Công thức tính toán
DOF = 2 * (Lens_F_number) * (circle_of_confusion) * (subject_distance)^2 / (focal_length)^2